# Aran (patriarca)
Aran (in ebraico הָרָן‎?, Hārān) è un patriarca biblico.
La Bibbia parla di lui in Genesi 11,26-31. Fratello di Abramo e Nacor, fu uno dei tre figli maschi di Terach. Era imparentato anche a Sara, sorellastra di Abramo (Genesi 20,12). Aran morì prematuramente a Ur, suo luogo natale, in presenza di Terach, lasciando tre figli: Lot, Milca e Isca. Milca fu presa in moglie da Nacor, mentre Lot partì con Terach e Abramo verso Canaan.